# Live CD
Live CD — назва версії операційної системи (ОС), яка не вимагає інсталяції її на вінчестер. Для запуску такої ОС потрібно лише вставити в привід компакт-диск (CD чи DVD) з операційною системою й налаштувати в BIOS пріоритет завантаження з CD-ROM, після чого перезапустити комп'ютер, — і система стартує з CD, що містить Live-CD.

## Особливості
Особливості Live-CD — відсутність необхідності в жорсткому диску та можливість запуску операційної системи на комп'ютері без попередньої установки її на вінчестер. На одному CD може міститися ОС, графічна оболонка (KDE, Gnome тощо), набір програм, наприклад офісний пакет OpenOffice.org, музичний плеєр, відеоплеєр, графічний редактор GIMP та інші програми, які можуть знадобитися користувачеві.

## Різновиди Live-CD
Існують Live-CD різного призначення й обсягу (англ.):

### За призначенням
- Десктоп-система — дозволяє працювати майже на будь-якому комп'ютері, не чіпаючи встановленої на ньому системи, як на своєму домашньому. Наприклад, Knoppix — «дитя» Клауса Кноппера (Klaus Knopper) — мабуть, найперший Live-CD-дистрибутив (2000 рік), розроблений з німецькою акуратністю для ознайомлення з Linux, для роботи з офісними документами, для прослуховування музики, тощо. Загалом, це операційна система для дому й офісу, що займає близько 700 Мб, тобто один CD.
- Інсталяційний Live-CD — призначений для встановлення ОС, наприклад, Ubuntu, Arch Linux, Debian та багато інших.
- Rescue CD — Live-CD, призначені для відновлення операційної системи після того, як були зіпсовані файли конфігурації раніше встановленої ОС. Наприклад, для цього можна використовувати дистрибутив LNX-BBC (Linux Bootable Business Card), що займає близько 48 Мб, поміщається на CD формату візитної картки і містить близько 1000 різноманітних утиліт, включаючи системні, які можна використовувати для відновлення системи (нині застарілий: останній випуск датований травнем 2003 року), чи сучасніший — SystemRescueCD, або ж Frenzy — «портативний інструмент системного адміністратора» — LiveCD на базі операційної системи FreeBSD.
- Сервер — для розгортання сервера.
- Диск системного адміністратора.
- Навчальні — (Edubuntu, Knoppix for Kids тощо).
- Ігрові LiveCD — SuperGamer, Sabayon та багато інших.
- Мультимедійні системи призначені для відтворення аудіо- та відеоінформації або, крім того, для її створення та обробки.
- Наукові LiveCD — наприклад, Fedora Electronic Laboratory чи Fedora Scientific.
- Антивірусні Live-CD — для відновлення Windows-систем, пошкоджених вірусами та іншими шкідливими програмними засобами, наприклад, Zillya! LiveCD[2], Dr.Web LiveCD, Avira AntiVir Rescue System та інші.
- Системи безпеки.
- Діагностичнні Live-CD — для діагностики апаратних засобів комп'ютера.

Цей перелік неповний. Крім того, багато Live-CD можуть виконувати декілька функцій.
Майже кожна сучасна операційна система може бути стартована з Live-CD — Лінукс, FreeBSD, NetBSD, OpenBSD, OpenSolaris, Windows, FreeDOS тощо.

### За обсягом
Live-CD за обсягом дуже різні — від 3 МБ (tomsrtbt) до 20 ГБ (Windows To Go)

## Деякі операційні системи з можливостями Live CD
- Damn Small Linux
- Frenzy
- Knoppix
- Mandriva Linux
- PCLinuxOS
- Porteus
- Slax
- Ubuntu

## Live-USB
У зв'язку з поширенням і значним здешевленням USB-пристроїв та їх переваг над CD/DVD багато операційних систем випускаються також і в формі Live-USB (або мають можливість конвертувати образ Live-CD в Live-USB).